# Dharamshala

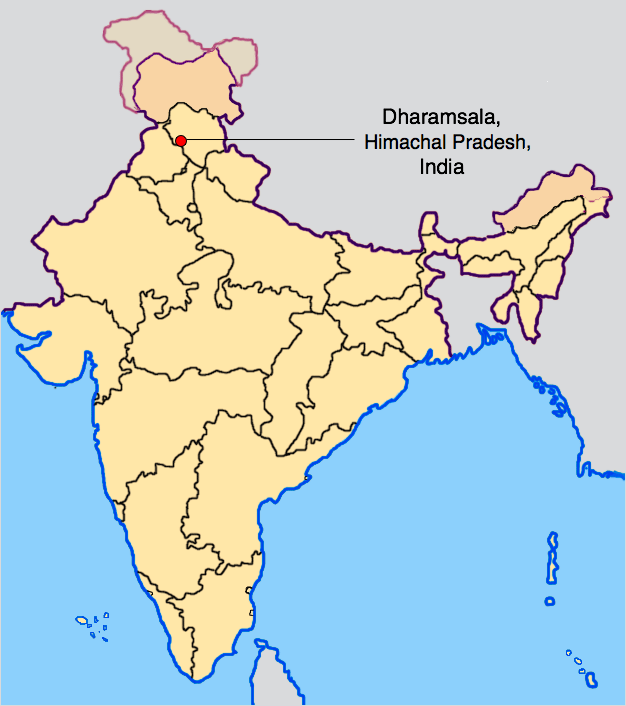
Localização de Dharamshala.

Dharamshala ou Dharamsala é uma cidade localizada no norte da Índia, no distrito de Kangra do estado de Himachal Pradesh, nas encostas dos Himalaias. Dharamshala tem uma população de 53543 habitantes (2015).

## Galeria de imagens

Dharamsala
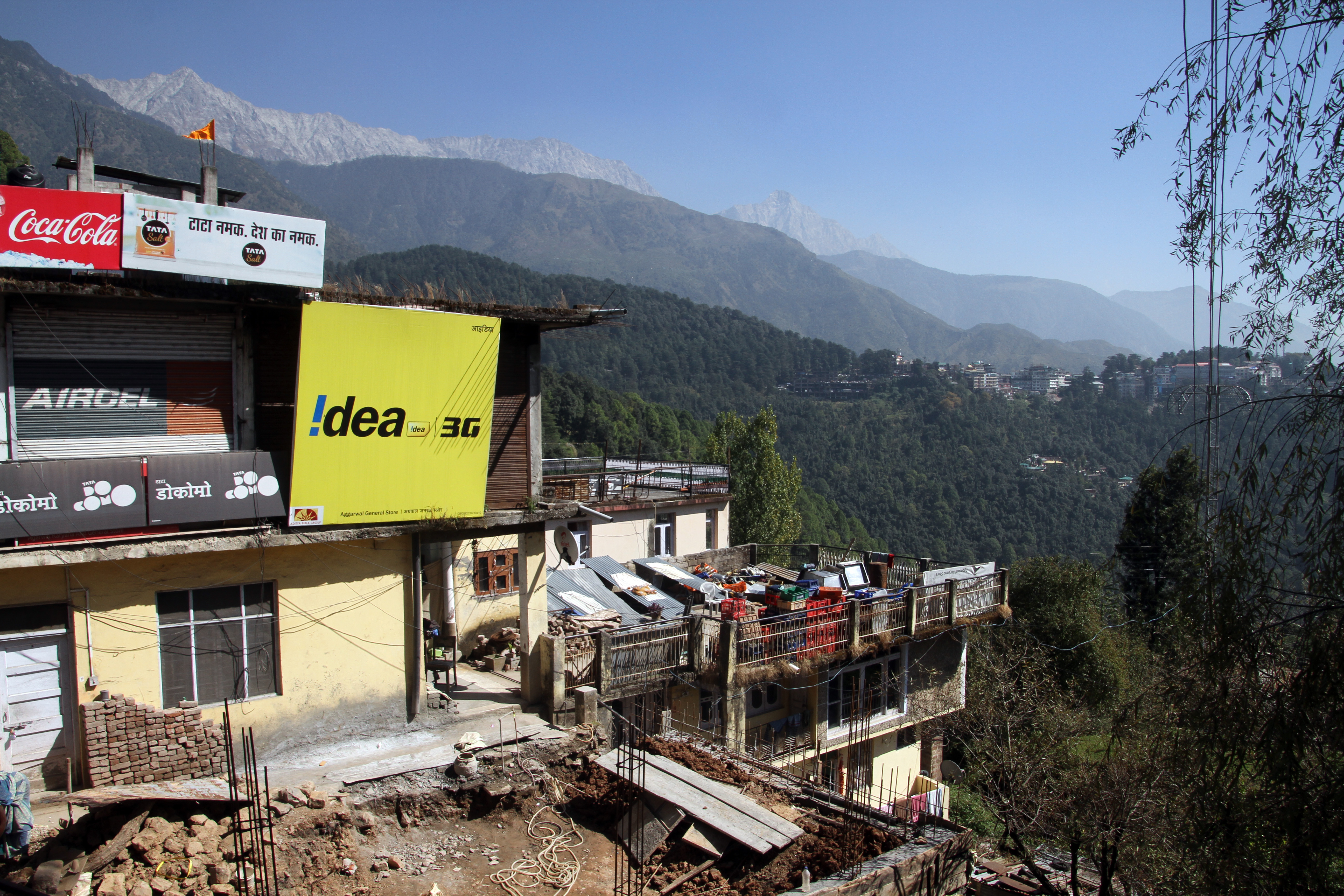
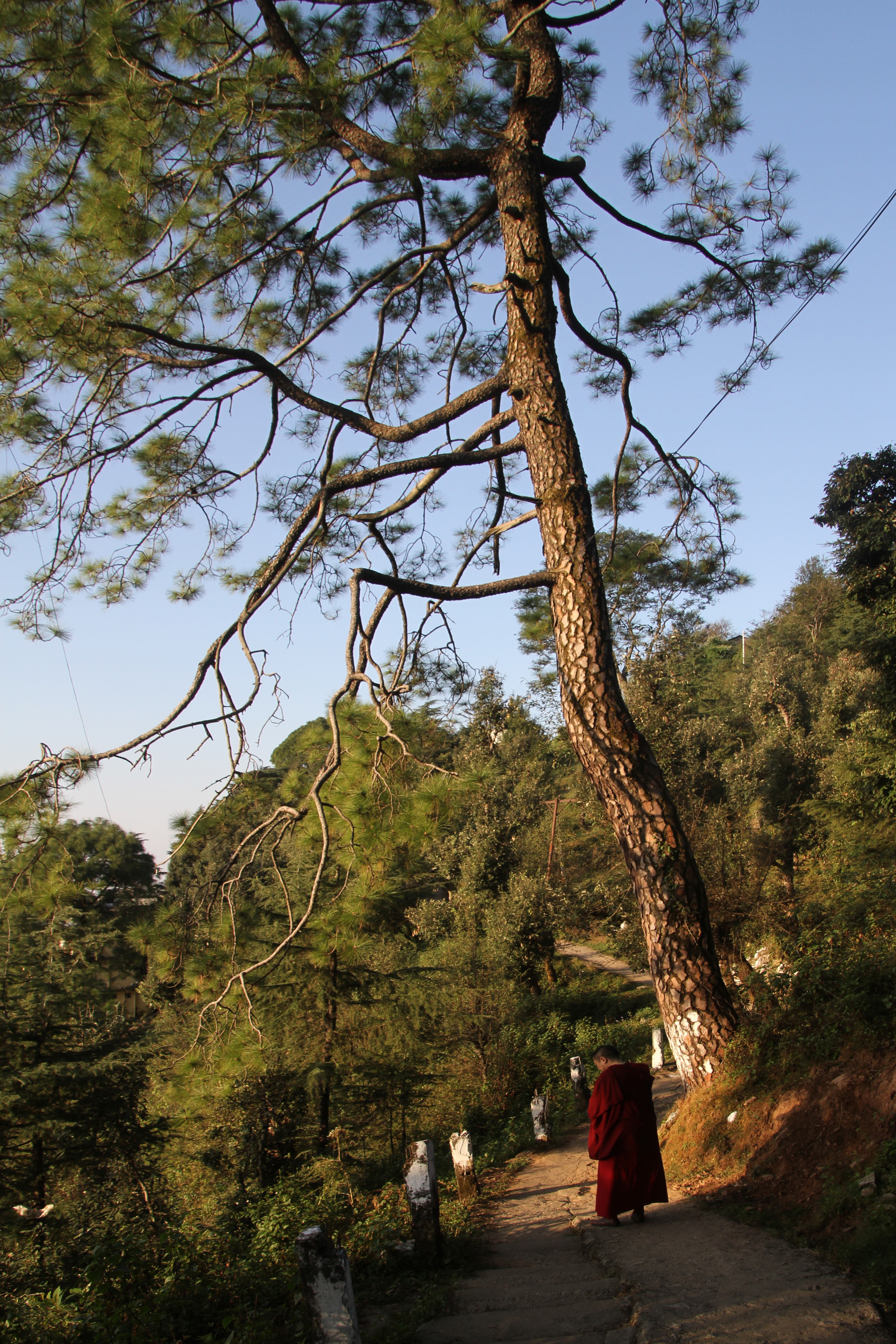
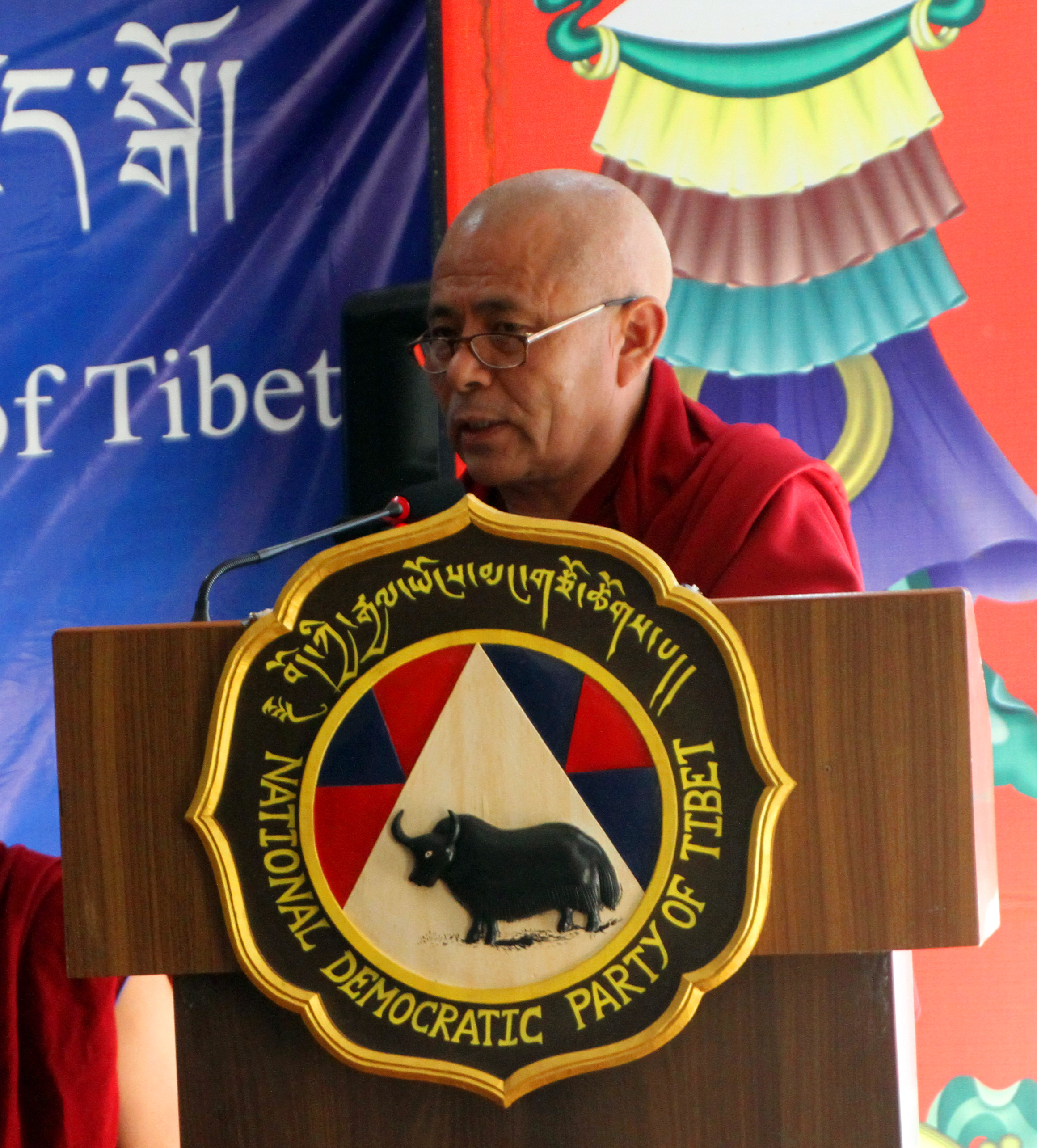
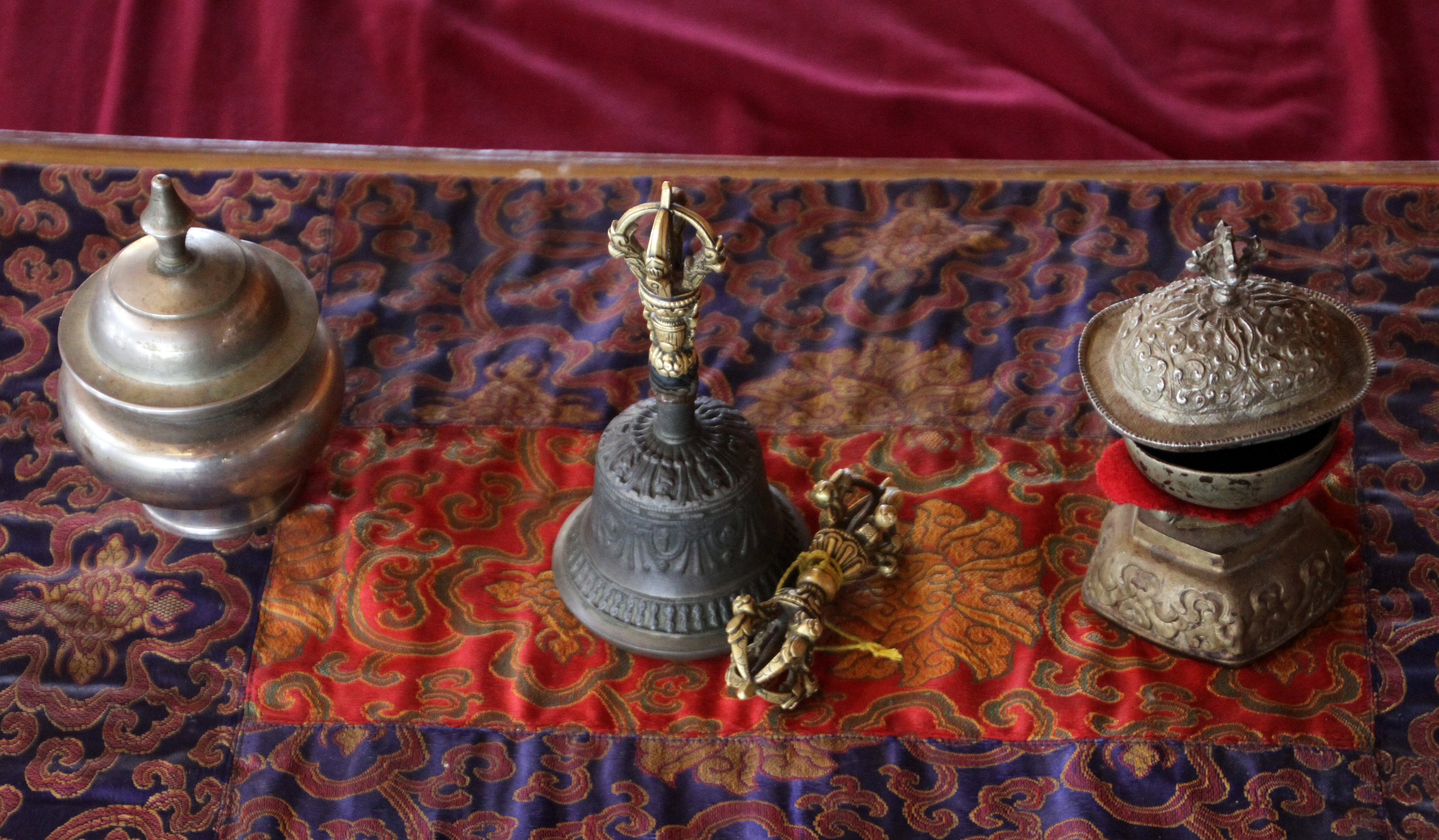
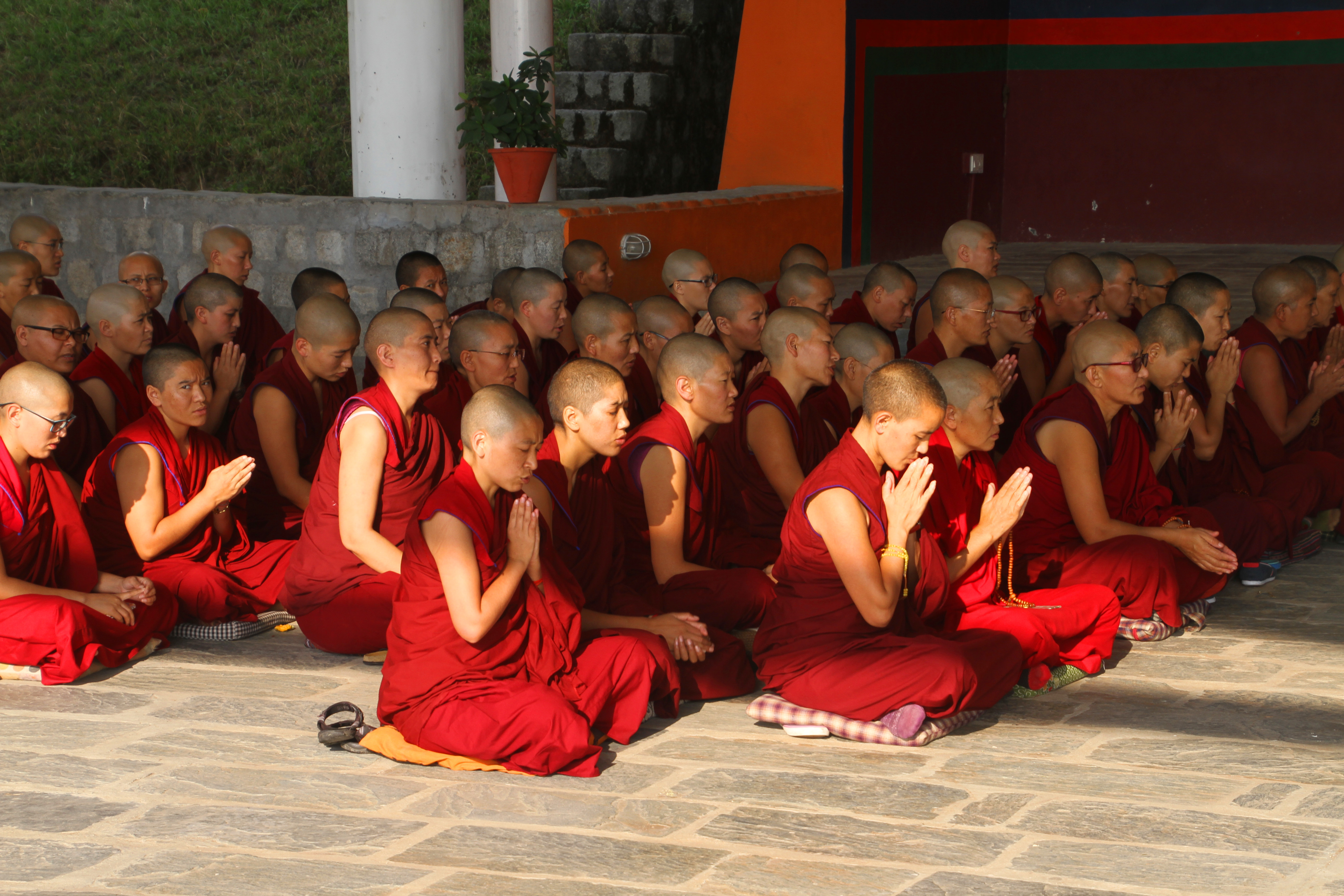
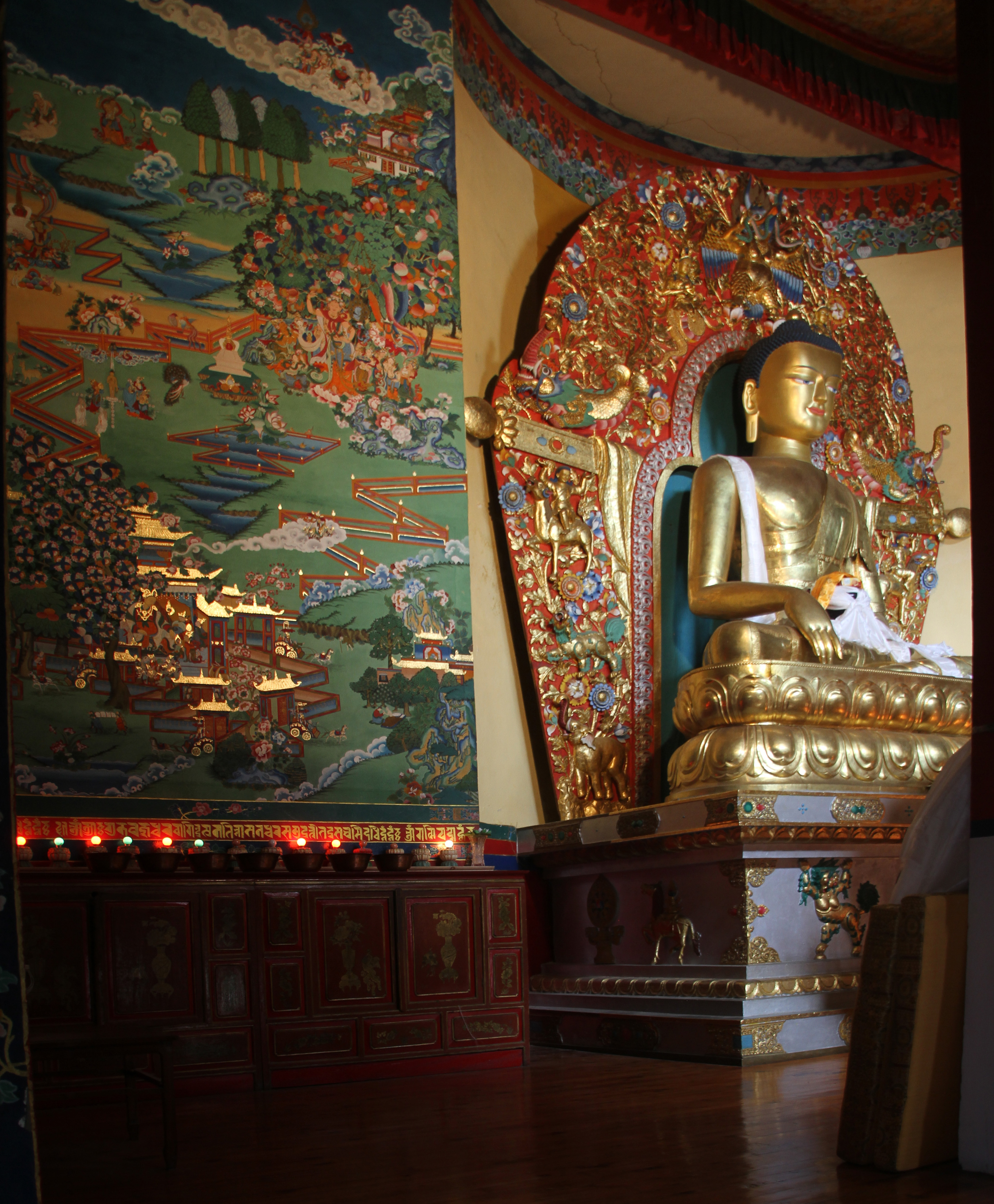
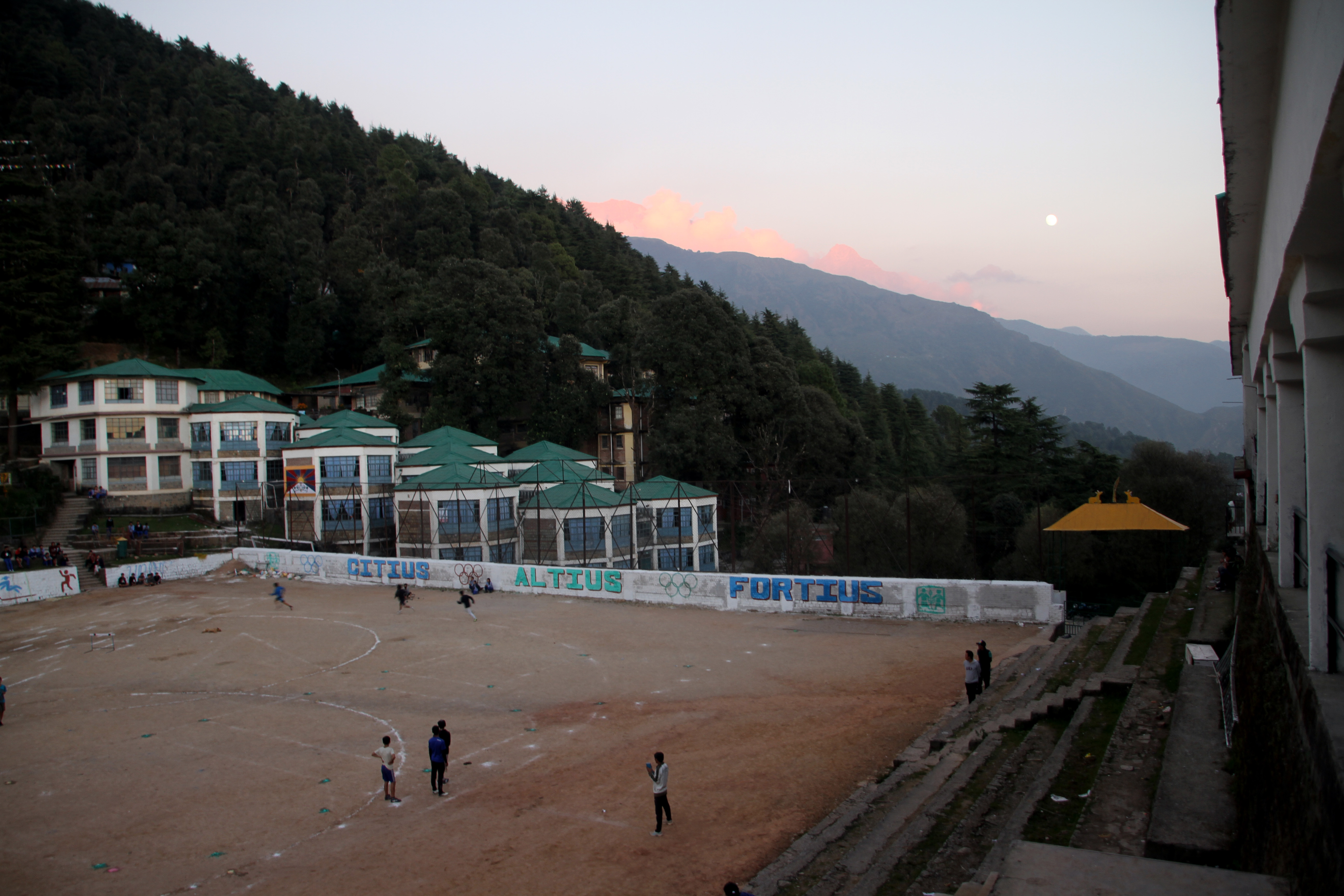
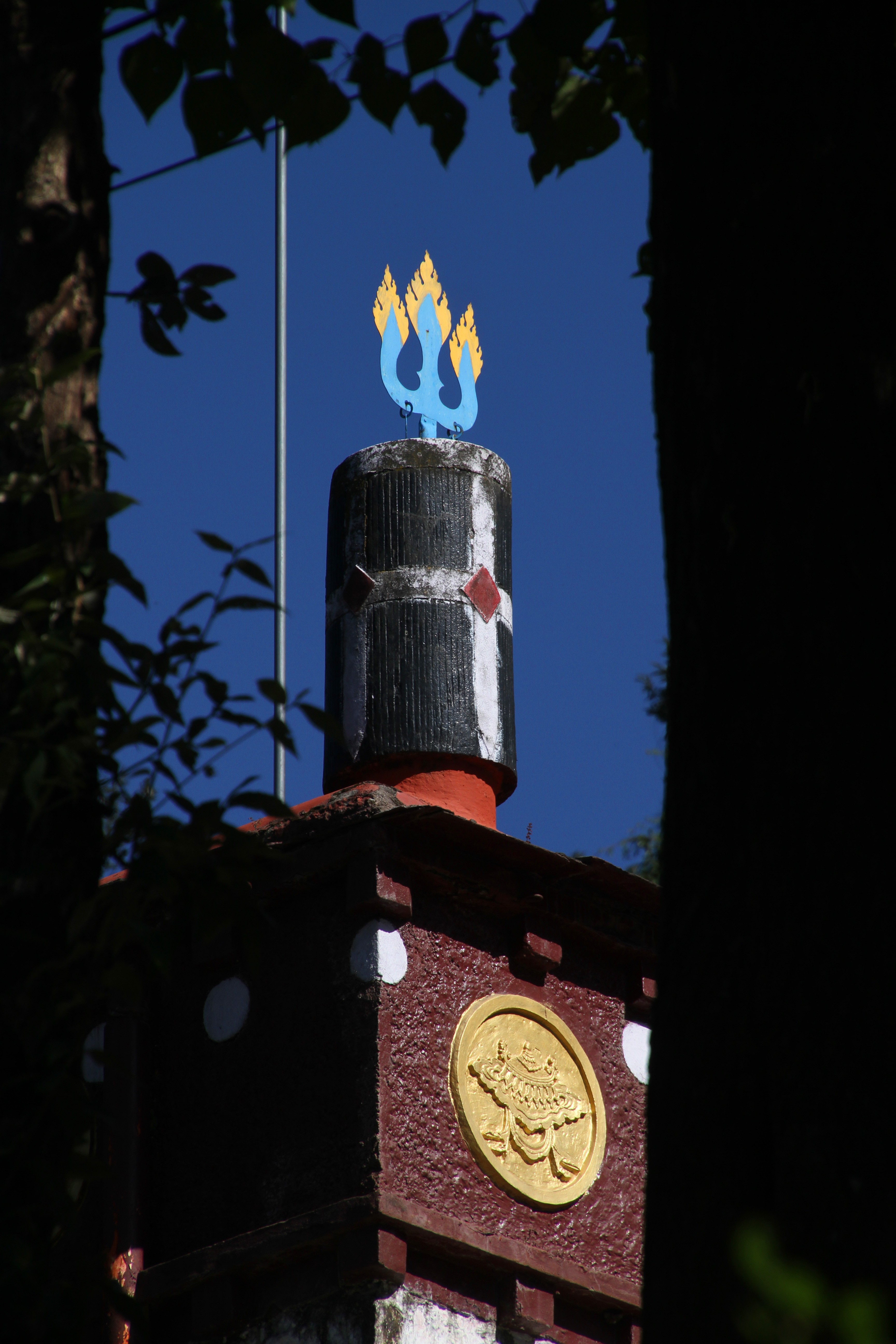
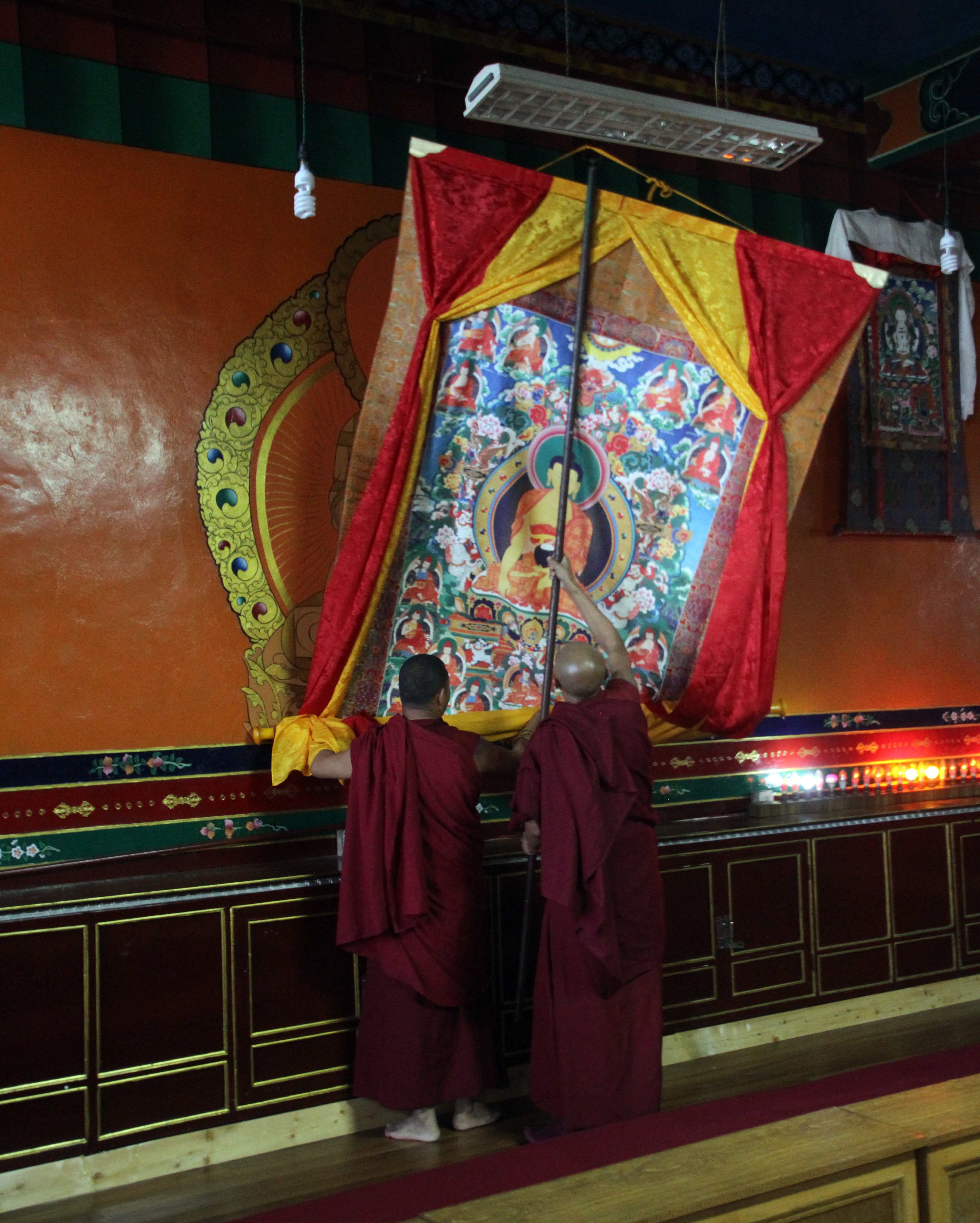